# Alain Choo-choy
Alain Choo-choy (* 28. Oktober 1968) ist ein ehemaliger mauritischer Tischtennisspieler.

## Biografie
Alain Choo-choy nahm an den Olympischen Sommerspielen 1988 in Seoul teil. Sowohl im Einzel, als auch im Doppel mit seinem Partner Gilany Hosnani schied er in der Vorrunde aus.
Um 2008 / 2010 spielte Alain Choo-choy in englischen Vereinen.